# Adolf Frederik 2. af Mecklenburg-Strelitz
Adolf Frederik 2. (tysk: Adolf Friedrich II.; 19. oktober 1658 – 12. maj 1708) var den første regerende hertug af Mecklenburg-Strelitz fra 1701 til sin død i 1708.

## Biografi
Adolf Frederik blev født den 19. oktober 1658 i Grabow i Mecklenburg som posthum søn af Hertug Adolf Frederik 1. af Mecklenburg og hans anden hustru Maria Katharina af Braunschweig-Dannenberg.
I 1695 uddøde linjen Mecklenburg-Güstrow af Huset Mecklenburg, og Adolf Frederiks nevø, Frederik Vilhelm 1. af Mecklenburg-Schwerin, gjorde krav på arven og ville inddrage hele landet Mecklenburg under sig. Det modsatte Adolf Frederik sig.
Efter længere tids stridigheder blev der ved Kejser Leopold 1.'s mægling indgået et forlig, det hamburgske forlig af 8. marts 1701. Adolf Frederik modtog Stargard samt Merow, Nemerow og Fyrstendømmet Ratzeburg og grundlagde dermed linjen Strelitz af Huset Mecklenburg.
Adolf Frederik døde 49 år gammel den 12. maj 1708. Han blev efterfulgt som hertug af sin søn Adolf Frederik 3.

## Ægteskab og børn
Adolf Frederik var gift tre gange. Han giftede sig første gang den 23. september 1684 i Güstrow med Marie af Mecklenburg-Güstrow (1659–1701), datter af Hertug Gustav Adolf af Mecklenburg-Güstrow. De fik fem børn:
- Adolf Frederik 3. (1686–1752), Hertug af Mecklenburg-Strelitz 1708–1752

∞ 1709 Dorothea Sophie af Slesvig-Holsten-Sønderborg-Plön (1692–1765)
- Magdalene Amalie (1689–1689)
- Marie (1690–1690)
- Eleonore Vilhelmine (1691–1691)
- Gustave Caroline (1694–1748)

∞ 1714 Hertug Christian Ludvig 2. af Mecklenburg-Schwerin (1683–1756)
Han giftede sig anden gang den 20. juni 1702 i Strelitz med Johanne af Sachsen-Gotha-Altenburg (1680–1704), datter af Hertug Frederik 1. af Sachsen-Gotha-Altenburg. Der blev ikke født børn i ægteskabet.
Han giftede sig tredje gang den 10. juni 1705 i Strelitz med Emilie af Schwarzburg-Sondershausen (1681–1751, datter af Greve og Fyrste Christian Vilhelm af Schwarzburg-Sondershausen. De fik to børn:
- Sophie Christine Louise (1706–1708)
- Karl Ludvig Frederik (1708–1752), kaldet Prinsen af Mirow, far til Dronning Charlotte af Storbritannien

∞ 1735 Elisabeth Albertine af Sachsen-Hildburghausen (1713–1761)

## Eksterne links
- Wikimedia Commons har flere filer relateret til Adolf Frederik 2. af Mecklenburg-Strelitz